# Церква Святої Тройці (Стара Могильниця)
Церква Святої Тройці в Старій Могильниці — парафія і храм Теребовлянського благочиння Тернопільської єпархії Православної церкви України в селі Стара Могильниця Тернопільського району Тернопільської области.

## Історія церкви
Храм Святої Трійці, збудований з червоного каменю у 1720 році, стоїть на місці, де, за переказами, з'явився образ Пресвятої Діви Марії, відомий як «Хоптяна». Спочатку на цьому місці стояла капличка.
Образ «Хоптяна» спочатку передали до Зарваниці, але згодом повернули до Старої Мотальниці, де він був поміщений у новозбудовану капличку. Саме на її місці у 1720 році звели нинішню церкву.
На жаль, у 1980-х роках з храму зник чудотворний образ Божої Матері, а також був знищений іконостас, церковне начиння та інші ікони.
З 1961 року в церкві не проводилися богослужіння, але у 1989 році їх відновили, а парафіяни відремонтували споруду.
У 1996 році церкву перекрили цинковою бляхою.
У 2008 році підвели газове опалення.
У 2009 році художник Микола Шевчук розписав церкву.
У 2010 році було проведено капітальний ремонт церкви та дзвіниці, що має три дзвони.

## Парохи
- о. Богдан Піскорський (з 1982).